# Zenkutsu dachi

Es una de las posiciones típicas de las artes marciales japonesas y okinawenses como el Karate. Se puede comparar con la posición de estocada en la esgrima occidental.
Una pierna adelantada con la rodilla flexionada en línea con los dedos del pie y la pierna que queda atrás se mantiene recta. Según los estilos varía la altura. En algunos estilos, más típicos de Okinawa, se busca un ángulo de 90° en la pierna flexionada.
Una variante es el Sho Zenkutsu Dachi que mantiene una postura más alta. Una distancia entre las piernas similar a la de un paso normal.
El zenkutsu-dachi es una de las posiciones básicas del karate, se caracteriza por su estabilidad y fuerza. Tiene una longitud aproximada del doble del ancho de los hombros, y una anchura aproximada al ancho de hombros.
El peso del cuerpo se reparte de forma que aproximadamente el 70% del mismo recae sobre la pierna adelantada y el 30% restante sobre la pierna atrasada. La pierna atrasada está completamente estirada si la posición de la cadera es frontal (shomen), o ligeramente flexionada si la cadera está en posición de costado (hanmi).
- Datos: Q6171115